# Kiwi!
«Ківі!» (англ. «Kiwi!») — короткометражний анімаційний мультфільм. Мультфільм створений у 2006 році Доні Пермеді, який намалював його на захист магістерської дисертації з анімації в Школі мистецтв Нью-Йорка. Музичний супровід до мультфільму написав Тім Касселл, шкільний друг Доні. Анимація зроблена за допомогою комп'ютерних програм Maya, After Effects і змонтована за допомогою The Setup Machine від студії Anzovin

## Сюжет
Ця історія про птаха ківі, який мріє літати. Ківі вирішує здійснити свою мрію, він установлює дерева на високій вертикальній скелі та прибиває їх цвяхами. Після цього ківі скаче та «летить» над деревами, як справжніх птах.

## Критика та популярність
Анімаційна історія стала дуже популярна в Інтернеті після опублікування мультфільму на сайті YouTube. Станом на травень 2011, мультфільм переглянутий понад 29 мільйонів разів, що робить його одним із найпопулярніших відео в категорії «анімаційних фільмів», і одним із найпопулярніших на всьому сайті. Мультфільм отримав офіційне визнання 26 березня 2007 року, коли глядачі проголосували за нього в першому щорічному YouTube Video Awards. Ця подія сильно привернула увагу міжнародних засобів масової інформації, ABC News описує мультфільм як «so cute it hurts» у той час як «International Herald Tribune» виступила із критикою нагороди, яка охарактеризувала відео як: «sweet but dull».